# Francis Lai
Francis Lai, właściwie Francis Albert Lai (ur. 26 kwietnia 1932 w Nicei, zm. 7 listopada 2018 tamże) – francuski kompozytor muzyki filmowej. Autor ścieżek dźwiękowych do ponad 100 filmów. Łącznie w swojej karierze skomponował ponad 600 piosenek. Laureat Oscara i Złotego Globu za najlepszą muzykę do melodramatu Arthura Hillera Love Story (1970) w reżyserii Arthura Hillera.
Stały współpracownik reżysera Claude’a Leloucha, z którym współpracował przy 35 filmach. Największą popularność zdobył dzięki muzyce do nagrodzonego Oscarem i Złotą Palmą filmu Kobieta i mężczyzna (1966) z Anouk Aimée i Jeanem-Louisem Trintignantem w rolach głównych.

## Życiorys
Urodził się w Nicei na południu Francji. Grał na fortepianie i akordeonie. W wieku dwudziestu kilku lat przeprowadził się na paryski Montmartre, gdzie wkrótce zaczął akompaniować śpiewaczce Édith Piaf, dla której również komponował piosenki.
Poza Piaf komponował utwory dla piosenkarzy, jak Dalida, Juliette Gréco, Mireille Mathieu, Yves Montand, Elton John, Ginette Reno i Noëlle Cordier. W 1995 napisał również piosenkę dla aktora Jean-Paula Belmondo, zatytułowaną „J’en ai tant vu”.
Jego motyw muzyczny do filmu Kobieta i mężczyzna (1966) Claude’a Leloucha był nominowany do Złotego Globu. Była to melodia wygrywana na akordeonie, której towarzyszy „da-ba-da-ba-da, da-ba-da-ba-da”, nucone przez duet damsko-męski. Film ten rozpoczął stałą współpracę między kompozytorem a Lelouchem. Razem pracowali nad prawie 40 projektami.
W czasie swojej kariery Lai współpracował także z takimi reżyserami, jak m.in. Jean Delannoy (Słońce łajdaków, 1967), Terence Young (Mayerling, 1968), Michael Winner (Hannibal Brooks, 1969), René Clément (Pasażer w deszczu, 1970), Henri Verneuil (Ciało mojego wroga, 1976), Dino Risi (Zagubione dusze, 1977), Bryan Forbes (Wielka gonitwa, 1978), Claude Zidi (Skorumpowani, 1984) i Nikita Michałkow (Oczy czarne, 1987).
Lai był pięciokrotnie nominowany do Złotego Globu za najlepszą muzykę, czterokrotnie do Nagrody Cezara, dwukrotnie do Nagrody BAFTA, raz do Nagrody David di Donatello.
Zmarł 7 listopada 2018 w wieku 86 lat w Nicei, swoim rodzinnym mieście.